# あらいりゅうじ
あらいりゅうじ（新井龍司、1964年10月20日 - ）は、日本の作家。日本SF作家クラブ会員。神奈川県在住。
漫画原作者、ゲームノベライズなどを経て、1997年『魔法の用心棒ミオ!』で小説家デビュー。コメディー、SF、青春ものなど著作は幅広い。代表作に『銀河観光旅館 宙の湯へいらっしゃーい!』（電撃文庫）『ニードルアイ』(ヒーロークロスライン)などがある。趣味はプラモデル作り。小松左京著『復活の日』のジュニア版を新井リュウジとして手がけてからは児童文学ではこの筆名を使用している。

## 作品リスト

### 新井龍司名義
- 『バーチャコップ――クライシスシティ』1-2巻（ホーム社ゲームノベルズ）1996/2-1996/3

### あらいりゅうじ名義
- 『ファイティングバイパーズ――クリムゾン・エンジェル』（ホーム社ゲームノベルズ）1996/9
- 『魔法の用心棒ミオ!』1-2巻（電撃文庫）1997/11-1998/9
- 『D4プリンセス』（電撃文庫）1999/10
- 『龍姫伝説ドラゴンタイフーン』（Gファンタジーノベルズ）1999/11
- 『ゲートキーパーズ』1-3巻（角川スニーカー文庫）1999/12-2000/4
- 『こんびにさんご軒へようこそ――なつやすみの奇跡』（EXノベルズ）2002/6
- 『願望達成本舗 ライコにおまかせ!』（電撃文庫）2003/1
- 『銀河観光旅館 宙の湯へいらっしゃーい!』1-7巻（電撃文庫）2001/11-2004/6
- 『二階の妖怪王女』1-4巻（電撃文庫）2006/9
- 『ピュアフル・アンソロジー kiss』（ピュアフル文庫）2006/11
- 『最強の司令官は楽をして暮らしたい　安楽椅子隊長イツツジ』（NOVEL 0）2017/7

### 新井リュウジ名義
- 『復活の日 人類滅亡の危機との戦い』小松左京原作（ポプラ社ティーンズエンターテイメント）2009/9
- 『めちゃコワ!最凶怪談』藤咲あゆな共著（集英社みらい文庫）2011/7
  - 『ちょーコワ!最凶怪談』藤咲あゆな共著（集英社みらい文庫）2012/7
- 『ニードルアイ』(ヒーロークロスライン)2014/2
- 『怪奇探偵カナちゃん』（小学館ジュニア文庫）2014/4

### 菊地仁名義
- 『妖怪これくしょん〜飼って仲良くしよう〜』むらたたいち共著(一迅社) 2015/1/31
- 『ボクと先輩は主にハッケンしています』(一迅社文庫)　2014/2/14

## 参加企画

### ヒーロークロスライン
『ヒーロークロスライン』は、「21世紀のニューヒーローを創出する」ことを提唱し同一世界観に基づくパラレルワールド的な世界におけるヒーローもしくはスーパーヒーローが活躍する漫画作品を、各漫画家が新作描き下ろしで生み出す企画。新井は漫画作品は未発表ではあるがラジオドラマ・小説『ニードルアイ』で作品を提供している。

### ラジオ劇場HXLアワー
2010年1月１日から、インターネットラジオ配信が始まった『ラジオ劇場HXLアワー』の総合プロデュースを新井リュウジ名義で担当。『ニードルアイ』も配信されている。